# جو راثول
جو راثول (انگلیسی: Joe Rothwell؛ زادهٔ ۱۱ ژانویهٔ ۱۹۹۵) بازیکن فوتبال اهل بریتانیا است.
از باشگاه‌هایی که در آن بازی کرده‌است می‌توان به باشگاه فوتبال بارنزلی، باشگاه فوتبال منچستر یونایتد، و باشگاه فوتبال بلکپول اشاره کرد.
وی همچنین در تیم‌های ملی فوتبال زیر ۱۶ سال، زیر ۱۷ سال، زیر ۱۹ سال و زیر ۲۰ سال انگلستان بازی کرده‌است.

## دوران باشگاهی

### منچستر یونایتد
راثول، فوتبال خود را از آکادمی و بازیکنان ذخیره باشگاه فوتبال منچستر یونایتد آغاز کرد و در سال ۲۰۱۳ به تیم اصلی متچستر پیوست اما در این فرصت بازی نیافت و به تیم‌های بلکپول و بارنزلی قرض داده شد.

### آکسفورد یونایتد
در ۱۲ ژوئیه ۲۰۱۶، راثول پس از رد پیشنهاد قرارداد جدید با منچستریونایتد، با قراردادی دو ساله به آکسفورد پیوست. او اولین گل بزرگسالان دوران حرفه‌ای خود را در بازی تکراری دور دوم جام حذفی فوتبال انگلیس مقابل باشگاه فوتبال مکلسفیلد تاون در ۱۳ دسامبر ۲۰۱۶ به ثمر رساند، بازی ای که آکسفورد با نتیجه ۳–۰ پیروز شد. اولین گل او در لیگ در پیروزی ۵–۱ مقابل باشگاه فوتبال بری در ۲۸ مارس ۲۰۱۷ به ثمر رسید.

### بلکبرن
در ۲۲ ژوئن ۲۰۱۸، راثول با مبلغی نامشخص به بلکبرن پیوست. او قراردادی سه ساله امضا کرد.
در پایان فصل ۲۰۲۱–۲۰۲۲ اعلام شد که راثول پس از پایان قراردادش باشگاه را ترک خواهد کرد.

### بورنموث
در ۲۵ ژوئن ۲۰۲۲، راثول به صورت رایگان به باشگاه لیگ برتری بورنموث پیوست و قراردادی چهار ساله امضا کرد.